# Mihail Andricu
Mihail Andricu (n. 22 decembrie 1894, București, România – d. 4 februarie 1974, București, România) a fost un compozitor român, membru corespondent al Academiei Române.
A fost compozitor și profesor universitar (1948-1959), apreciat ca unul din creatorii muzicii simfonice și de cameră în România de inspirație folclorică. A compus 10 simfonii, baletele Taină și Luceafărul, muzică de cameră și instrumentală. În 1948 a fost ales membru corespondent al Academiei Române. A fost distins cu titlul de „Maestru emerit al artei” și cu Premiul de stat.
Conform însă unei dispoziții din 21 noiembrie 1959 s-a interzis orice referire publică la persoana sau opera lui . Mihail Andricu a fost victima unei înscenări a Securității prin care i se atribuiau contacte interzise cu diplomați străini.

## Biografie
Studiile muzicale le-a urmat la Conservatorul din București (1906-1913) cu D. G. Kiriac (teorie-solfegiu), Alfonso Castaldi (armonie, contrapunct, compoziție), Robert Klenck (vioară), Dimitrie Dinicu (muzică de cameră). A urmat Facultatea de drept din București, obținînd licența (1919). La Paris a urmat - ca auditor - cursurile lui Gabriel Faure (1913-1914) și Vincent d'Indy (1919-1922), tot în Capitala Franței fiind înscris la doctoratul în drept.
A debutat ca pianist la Ateneul Român (1918), într-un recital de sonate cu violonistul Alexandru Theodorescu, desfășurînd apoi o susținută activitate de pianist acompaniator și de muzică de cameră (1918-1950). În 1923 a debutat ca muzicolog și critic muzical (la Adevărul) continuînd să semneze studii, cronici, articole, recenzii etc. în Muzica, Muzică și Poezie, Revue de muzicologie (Paris), Studii și cercetări de istoria artei, Probleme de muzică, Rampa, Contemporanul, L'Independence Roumaine (București), L'Orient (București), Tribuna (Cluj), România Literară, Secolul 20, Universul, Dimineața, România Liberă, Adevărul, Cahiers du Sud (Marsilia), Viața Românească (Iași) etc. Profesor de muzică de cameră (1926-1948) și de compoziție (1948-1959) la Cons. București. A susținut conferințe, comunicări științifice, concerte-lecții, emisiuni radiofonice, emisiuni de televiziune ș.a. A fost membru la Société française de muzicologie din Paris, vicepreședinte al Uniunii Compozitorilor și Muzicologilor din R. P. Română (1946-1956).
A fost distins cu Premiul II (1923) și Premiul I (1924) de compoziție George Enescu, Premiul Robert Cremer (1931), Premiul Anhauch (1932), Marele Premiu Național (1947), Ordinul Muncii cls. II (1948), membru corespondent al Acad. Rom. (1948-1956, 1966-1974), Premiul de compoziție al Acad. Rom. (1949), Premiul de Stat (1954), Ordinul Meritul Cultural cls. I (1969).

## Distincții
- Ordinul Muncii clasa a II-a (1949)[7][8]
- titlul de Maestru Emerit al Artei din Republica Populară Română (28 aprilie 1951)[9]
- titlul de „Laureat al Premiului de Stat” clasa a I-a pe anul 1956[8]

Toate distincțiile de mai sus i-au fost retrase la 21 aprilie 1959 de către Prezidiul Marii Adunări Naționale a Republicii Populare Romîne „ca urmare a săvîrșirii unor fapte grave”.

## Creație[10]

### Muzică de teatru
• Cenușăreasa, opus 11 (1929), feerie în 2 acte (cântece, coruri, balet), textul de Cecilia Hallunga, premiera la Iași, 1930, Teatrul Național, Carol Nosek (Suita simfonică Cenușăreasa, primă audiție, București, 9 noiembrie 1930, Filarmonică, George Georgescu, Orchestra RTV, Emanuel Elenescu);
• Taina, opus 17 (1932), balet în 3 acte, libretul de Maria de Saxa Coburg, premiera București, 8 februarie 1936, Opera Română, Ionel Perlea (Cântec indian, pian solo, în „Muzică și poezie” nr. 5, București, 1936;
• Dans. Cântec de dragoste, pian solo, în „Muzica”, supliment nr. 1, București, 1958);
• Luceafărul, opus 60 (1951), balet în 3 acte, libretul de Alexandru Jar după Mihai Eminescu, primă audiție, București, 24 septembrie 1951, Filarmonică, George Georgescu (actul IV) (Dansul Cătălinei, pian solo, în „Muzica”, supliment nr. 1, București, 1958).

### Muzică vocal-simfonică
• Cântec de leagăn, opus 57 (1949), voce, cor mixt și orchestră;
• Cantata festivă, opus 53 (1950), cor mixt și orchestră, versuri de Maria Banuș, București, 5 noiembrie 1950, Filarmonică, George Georgescu;
• Prind visele aripi, opus 86 (1959), cantată pentru soliști, cor mixt și orchestră, versuri de Maria Banuș.

### Muzică simfonică
• Suita nr. 1 pentru orchestră, opus 2 (1924), primă audiție, București, 26 ianuarie 1925, Filarmonică, George Georgescu (versiunea I-a); idem, 1926 (versiunea a II-a);
• Trei tablouri simfonice, opus 3 (1925), primă audiție, București, 8 februarie 1926, Filarmonică, George Georgescu;
• Simfonia nr. 1 de cameră, opus 5 (1926), București, 1949; idem, București, 1969, primă audiție, București, 30 octombrie 1927, Filarmonică, Hermann Scherchen;
• Legendă pentru orchestră, opus 6 (1926), pe trei teme liturgice;
• Serenadă pentru orchestră, opus 9 (1928), București, 1966, primă audiție, București, 24 noiembrie 1929, Filarmonică, George Georgescu (Orchestra Cinematografiei, Paul Popescu);
• Poem pentru orchestră, opus 13 (1930), primă audiție, București, 23 noiembrie 1930, Filarmonică, George Georgescu;
• Suita nr. 2 pentru orchestră, opus 15 (1931), primă audiție, București, 28 noiembrie 1932, Filarmonică, George Georgescu;
• Suita brevis, opus 21 (1935), primă audiție, București, 14 noiembrie 1936, Filarmonică, George Georgescu;
• Trei schițe pentru orchestră, opus 22 (1936), quasi-elegie, cântec, joc, primă audiție, București, 16 ianuarie 1936, Filarmonică, Ionel Perlea;
• Trei capricii pentru orchestră, opus 24 (1937), primă audiție, București, 22 aprilie 1937, Filarmonică, Alfred Alessandrescu;
• Suita pitorească, opus 25 (1938), primă audiție, București, 9 februarie 1939, Filarmonică, Ionel Perlea;
• Simfonia nr. 1 în Sol major, opus 30 (1943), primă audiție, București, 3 februarie 1946, Filarmonică, George Enescu;
• Divertisment pentru orchestră mică, opus 31 (1944), primă audiție, București, 28 ianuarie 1945, Filarmonică, George Enescu;
• Simfonieta nr. 7, opus 35 (1945), primă audiție, București, 30 noiembrie 1947, Filarmonică, V.S. Jianu;
• Quatre impressions pour orchestre, opus 36 (1945), impatience, nocturne, jeux d'enfants, jazzerie, primă audiție, București, 14 noiembrie 1946, Orchestra RTV, Matei Socor;
• Suita nr. 3 pentru orchestră, opus 38 (1946), primă audiție, București, 1947, Orchestra RTV, Charles Bruck;
• Simfonieta nr. 2, opus 40 (1946), primă audiție, București, 1 martie 1951, Orchestra RTV, Alfred Alessandrescu;
• Suită orchestrală, opus 41 (1946);
• Simfonieta nr. 3, opus 45 (1947), primă audiție, București, 18 aprilie 1948, Filarmonică, George Georgescu;
• Simfonia nr. 2 în Fa major, opus 46 (1947), București, 1949, primă audiție, București, 23 octombrie 1949, Filarmonică, Constantin Silvestri;
• Uvertura, opus 47 (1947), primă audiție, București, 1948, Ansamblul CCS;
• Patru tablouri rustice, opus 48 (1949), primă audiție, București, 1950, Orchestra RTV, C. Silvestri;
• Marș pentru orchestra, opus 50 (1949);
• Dans pentru orchestră, opus 51 (1950);
• Procesiune pentru orchestră, opus 52 (1950);
• Simfonia nr. 3 în do minor, opus 54 (1949), București, 1957, primă audiție, București, 1950, Orchestra RTV, Matei Socor;
• Uvertura festivă, opus 56 (1949), primă audiție, București, 10 noiembrie 1950, Filarmonică, C. Silvestri;
• Trei schițe pe teme populare pentru orchestră, opus 59 (1951);
• Fantezie pe teme populare, opus 61 (1951), primă audiție, București, 1951, Orchestra RTV, Matei Socor;
• Suita nr. 4 pe teme populare, opus 62 (1952);
• Capriccio pentru orchestră populară, opus 63 (1952);
• Rapsodie pentru orchestră, opus 65 (1952);
• Uvertură, opus 66 (1952);
• Suita nr. 5, opus 69 (1953), pentru orchestră cu instrumente populare, București, 1954;
• Fantezie română, opus 70 (1953);
• Simfonieta nr. 4, opus 73 (1953), primă audiție, București, 11 martie 1954, Orchestra RTV, Alfred Alessandrescu;
• Suita nr. 1 pe teme populare, opus 74 (1954);
• Suita nr. 2 pe teme populare, opus 75 (1954);
• Simfonia nr. 4 în RE major, opus 76 (1954), București, 1963, primă audiție, București, 1 ianuarie 1955, Filarmonică, Antonin Ciolan;
• Simfonia nr. 5 în mi minor, opus 78 (1955), primă audiție, București, 30 martie 1957, Filarmonică, George Georgescu;
• Simfonia nr. 6 în do diez minor, opus 82 (1957), București, 1964, primă audiție, București, 7 decembrie 1957, Filarmonică, George Georgescu;
• Suită de cântece populare, opus 83 (1958), pentru orchestră populară;
• Suită de cântece populare, opus 84 (1958), pentru orchestră populară;
• Simfonia nr. 7 în fa diez minor, opus 85 (1958);
• Divertisment nr. 2 pentru orchestră, opus 88 (1959);
• Simfonieta nr. 5, opus 89 (1959), primă audiție, București, 1959, Orchestra RTV, Carol Litvin;
• Simfonia nr. 8 în sol diez minor, opus 91 (1960), primă audiție, București, 5 decembrie 1968, Orchestra RTV, Paul Popescu;
• Simfonia de cameră nr. 2, opus 98 (1961), primă audiție, București, 1963, Orchestra Cinematografiei, C. Bugeanu;
• Simfonieta nr. 6, opus 100 (1962);
• Simfonia nr. 9 în Fa major, opus 101 (1962) București, 1971, primă audiție, București, 21 decembrie 1963, Mihai Brediceanu;
• Simfonieta nr. 7, opus 102 (1963), primă audiție, București, 1 octombrie 1966, Filarmonică, Emanuel Elenescu;
• Divertisment - serenade pour grande orchestre, opus 103 (1963), primă audiție, București, 27 octombrie 1967, Filarmonică, Henri Selbing;
• Simfonia de cameră nr. 3, opus 106 (1965);
• Simfonieta nr. 8, opus 108 (1966);
• Poem pentru orchestră, opus 110 (1967);
• Mică suită orchestrală, opus 111 (1967);
• Simfonia nr. 10 în do minor, opus 112 (1968), primă audiție, București, 14 februarie 1969, Filarmonică, Mihai Brediceanu;
• Six portraits, opus 113 (1969), București, 1974, primă audiție, București, 1970, Filarmonică;
• Simfonia nr. 11 în do minor „In memoriam”, opus 116 (1970), București, 1972, primă audiție, București, 6 mai 1971, Orchestra RTV, Iosif Conta;
• Simfonieta nr. 9, opus 115 (1969), primă audiție, București, 13 mai 1971, Filarmonică;
• Simfonieta nr. 10, opus 117 (1970), primă audiție, Bacău, 26 ianuarie 1973, Orchestra Simfonică;
• Simfonieta nr. 11 „Perspective”, opus 118 (1971), primă audiție, București, 11 decembrie 1972, Filarmonică;
• Simfonieta nr. 12 „Evocări”, opus 119 (1971), evocare, amurg, meditație;
• Tipuri și profite, opus 120 (1971);
• Scurtă povestire, opus 121 (1971);
• Trei bucolice, opus 122 (1971), bucolica, moderato, vivo assai;
• Simfonieta nr. 13, opus 123 (1972);
• Reminiscențe, opus 124 (1972);
• Patru imagini, opus 125 (1972);
• Partita nr. 1, opus 127 (1973);
• Partita nr. 2, opus 128 (1973).

### Muzică concertantă
• Poem pentru pian și orchestră, opus 1 (1923) primă audiție, București, 18 februarie 1924, Filarmonică, George Georgescu, Muza Ghermani-Ciomac;
• Fantezia pentru pian și orchestră, opus 29 (1940);
• Poem pentru violoncel și orchestră, opus 33 (1944), primă audiție, București, 1945, Orchestra RTV, Matei Socor și Theodor Lupu;
• Capriccio pentru pian și orchestră, opus 42, (1946), primă audiție, București, 1947, Orchestra RTV, Matei Socor și Mihail Andricu;
• Concert pentru vioară și orchestră, opus 93 (1960), București, 1968, primă audiție, București, 1960, Orchestra Cinematografiei, Eduard Fischer, Virgil Pop;
• Concert pentru violoncel și orchestră, opus 94 (1961).

### Muzică pentru fanfară
• Suita nr. 6, opus 72 (1953), primă audiție, București, 1953, Fanfara Reprezentativă a Armatei, Dumitru Eremia.

### Muzică de cameră
• Quatre novelettes, opus 4 (1925), pentru cvartet de coarde și pian, Paris;
• Octet în Fa major pentru clarinet, fagot, corn și cvintet de coarde, opus 8 (1928), București, 1955;
• Cvartet de coarde, opus 14 (1931), București, 1954;
• Sextet pentru pian și suflători, opus 20 (1934);
• Cvintet pentru coarde și pian, opus 27 (1938);
• Suită în trio pentru flaut, clarinet și fagot, opus 28 (1939);
• Suită în trio pentru oboi, clarinet și fagot, opus 34 (1944);
• Două piese pentru cvartet de coarde, opus 68 (1952), elegie și dans;
• Cvintet nr. 7 pentru suflători, opus 77 (1955);
• Cvintet nr. 2 pentru suflători, opus 79 (1956);
• Cvintet pentru pian, 2 viori, violă și violoncel, opus 80 (1956);
• Octet pentru suflători, opus 90 (1959), flaut, oboi, 2 clarinete, 2 fagoți, 2 corni;
• Șase piese pentru muzică de cameră, opus 92 (1961);
• Serenadă pentru 74 instrumente, opus 99 (1961);
• Cvartet pentru flaut, oboi, clarinet și fagot, opus 104 (1963);

### Muzică instrumentală
• Sonată pentru pian și vioară, opus 32 (1944), București, 1947;
• Două piese pentru clarinet și pian, opus 39 (1946), calme, vif et joyeux;
• Pastorală pentru oboi și pian, opus 67 (1952);
• Peisagiu pentru clarinet și pian opus 74 (1953);
• Nocturnă pentru corn și pian (1953);
• Trei piese pentru violă și pian, opus 95 (1961), pastorale, moto perpetuo, coral;
• Trei piese pentru vioară și pian, opus 96 (1961);
• Două piese pentru violoncel și pian, opus 97 (1961), prelude, lied;
• Trei piese, opus 107 (1964), bucolice pentru oboi și pian, joc pentru clarinet și pian, capriccio pentru pian.

### Muzică pentru pian
• Suite lyrique pour le piano, opus 7 (1927), Paris, 1928;
• Sonatine pour le piano, opus 12 (1929), Paris, 1930; idem în Piese pentru pian de compozitori români, București, 1966;
• Trois pieces pour piano, opus 18 (1933), Paris, 1934;
• Quatres esquisses pour piano, opus 19 (1934), caprice, chant sans paroles, eglogue, danse, Paris, 1940;
• Album pentru pian, opus 26 (1938), complainte, marche-miniature, caprice, danse, București, 1946;
• Suite pour le piano, opus 37 (1946);
• Mică suită pentru pian, opus 43 (1943);
• Trei studii pentru pian, opus 44 (1947);
• Sonate pour piano, opus 55 (1949), Paris, 1955; idem în Piese pentru pian de compozitori români (III), București, 1966;
• Suită pentru pian, opus 81 (1957), București, 1963;
• Patru preludii pentru pian, opus 105 (1964), poco tranquillo, allegretto, andante, poco vivo;
• Nouă impresiuni pentru pian, opus 108 (1965), în Piese pentru pian de compozitori români, București, 1966; idem în Rumaniscke Klavierminiaturen fur Kinder und Jugendliche, heraugegeben v. Liviu Cornes, Leipzig, 1976 (impression);

### Muzică corală
• Două coruri pe texte populare, opus 16 (1931), cor mixt;
• Patru coruri, patru dansuri, opus 49 (1949), cor mixt și pian;
• Cântec de recoltă, opus 58 (1950), cor mixt, versuri de Mihu Dragomir;
• Șase ani de când trecu (1950), cor mixt, versuri de Mihu Dragomir, București, 1950;
• Cântec pentru Festivalul tineretului, opus 71 (1953), cor mixt și pian (orchestră), versuri de Maria Banuș;
• Două coruri pentru copii, opus 87 (1959), două voci și pian, versuri de Cicerone Theodorescu.

### Muzică vocală
• Trei lieduri pe versuri de Mihai Eminescu, opus 10 (1929).

## Muzicologie
• Folclorul în „Muzica” cultă românească, în „Muzică și poezie” nr. 4, București, 1936;
• Câteva cuvinte despre jazz, în „Secolul 20” nr. 3, București, 1965;
• Debussy, în „Studii și cercetări de istoria artei” nr. 1, București, 1969;
• Posibilitatea unici nou preclasicism, în „România literară” nr. 52, București, 23 decembrie 1971.

## Ediții critice
- Domenico Scarlatti. 50 Sonate, București, 1966.